# ناهید توسلی
ناهید توسلی (متولد ۱۳۲۴) شاعر، قصه‌نویس، منتقد ادبی، پژوهشگر حوزه اسطوره و زنان و مدیرمسئول و سردبیر نشریهٔ نافه است. او دانش‌آموختهٔ دکترای فرهنگ و زبان‌های باستانی است.
ناهید توسلی در دهه هفتاد از شاگردان کارگاه رضا براهنی بوده‌است.

## آثار
- دوشیزه آگنی
- لیلا گفت نه
- چرا خواب زن چپ است